# Miracoloni
Miracoloni è un film del 1981 diretto da Francesco Massaro.

## Trama
Giosuè è un giovane giramondo appassionato di musica pop e rock, di origine romana ma con uno spiccato accento dell'Italia settentrionale, assunto a seguito del servizio militare a Varese. Perennemente in abito bianco, Giosuè possiede formidabili abilità soprannaturali, come la telecinesi, camminare sull'acqua e guarire gli storpi.
Dopo una vacanza passata per concerti in giro per il mondo, Giosuè fa ritorno alla casa dei genitori nello stabile di una fittizia Via Trucis, in una Roma ormai allo sfascio. Nel condominio, oltre al padre Giuseppe, titolare di una falegnameria, e alla madre Maria, abitano numerosi altri personaggi: il ladruncolo Barabba; la procace ninfomane Maddalena; i due fratelli in perenne contrasto Caino e Abele, diversi anche negli accenti (rispettivamente sardo e toscano); l'incredulo ma viscido Tommaso; l'energica Marta e il suo sfaticato fratello Lazzaro, patito della tecnologia al servizio della propria pigrizia.
Il condominio è amministrato dall'infido ragionier Giuda, il quale trama di far sgomberare l'intera palazzina di tutti i suoi inquilini, in mora ormai da anni. Vedendosi negare l'uso della forza pubblica dal maresciallo Ponzio Pilato, Giuda mette in atto il suo piano da solo, simulando una scossa di terremoto e mettendo in fuga tutti i condomini che, con l'aiuto dei prodigi di Giosuè, si arrangiano allestendo una tendopoli sulla riva del Tevere.
Tuttavia, dall'alto del Paradiso, il Padreterno non approva che un individuo che non ha seguito le orme di suo figlio si permetta di compiere miracoli, e ordina a San Pietro di prendere provvedimenti. San Pietro decide di rimandare sulla Terra tre autorevoli santi italiani, Antonio da Padova, Francesco d'Assisi e Gennaro, allo scopo di dissuadere Giosuè. Scesi sulla Terra, i tre santi arrivano, con l'aiuto di un ignaro tassista, in un bar dove trovano Giosuè in compagnia di altri condomini. Tuttavia, i tre sono indotti a credere che Lazzaro, in possesso di un potente telecomando, sia proprio Giosuè, decidendo pertanto di sottrargli il telecomando nel sonno per neutralizzarlo. Nel frattempo giunge alla tendopoli, attraversando il Tevere a bordo di uno yacht, l'imprenditore Pietro Rio Maruzzella, magnate del pesce in scatola in perenne crisi mistica, il quale si prostra in adorazione di Giosuè e dei suoi poteri.
Appreso dell'errore commesso dai tre santi, San Pietro decide di inviare in loro aiuto una quarta santa, Giovanna d'Arco. Portata alla tendopoli dallo stesso tassista che aveva trasportato gli altri tre, Giovanna decide di tentare la via della seduzione e sfruttare il debole di Giosuè per la musica. Mentre tutti sono riuniti per una cena a base di pesce, Giovanna irrompe intonando la canzone napoletana Lilì Kangy, coinvolgendo tutti i presenti. Nel frattempo Lazzaro, abbuffatosi con le cozze surgelate prodotte da Rio Maruzzella, rimane intossicato e viene portato al pronto soccorso, dove muore la mattina seguente.
Di fronte ai suoi amici e ai quattro santi, commosso dalla disperazione di Marta, Giosuè decide di tentare per la prima volta in vita sua il miracolo della resurrezione e, dopo aver ordinato a Lazzaro di alzarsi e camminare, riesce a riportare in vita non solo lui, ma tutti quanti i defunti della camera mortuaria. Convinti da tanta potenza e generosità, i santi rinunciano a dissuadere Giosuè e cercano di indurlo ad usare le sue doti per la salvezza del mondo, consegnandogli un non meglio precisato Vangelo affinché apprenda dalle gesta del suo predecessore. Tuttavia, per aver osato andare contro il volere divino, i quattro vengono privati della santità e costretti a restare sulla Terra.
Leggendo il Vangelo, Giosuè comincia a sospettare gli altri stiano tramando per imitarne la storia, crocifiggendolo e portandolo in giro per il mondo a dare spettacolo della sua potenza. Trovatosi sullo yacht insieme a Rio Maruzzella, Giuda e Barabba, Giosuè decide di scappare camminando sulle onde del mare, dove viene seguito a nuoto da Rio Maruzzella. Un anno dopo, i due si risvegliano su una spiaggia, dove vengono accolti da un venditore ambulante che si presenta come Maometto.